# Clarkston (Georgia)
Clarkston es una ciudad ubicada en el condado de DeKalb en el estado estadounidense de Georgia. En el censo de 2000, su población era de 7.231.

## Demografía
En el 2000 la renta per cápita promedia del hogar era de $37,436, y el ingreso promedio para una familia era de $38,056. El ingreso per cápita para la localidad era de $14,304. Los hombres tenían un ingreso per cápita de $27,604 contra $25,000 para las mujeres.

## Geografía
Clarkston se encuentra ubicado en las coordenadas 33°48′37″N 84°14′24″O / 33.81028, -84.24000 (33.810304, -84.239877).
Según la Oficina del Censo, la localidad tiene un área total de 2,7 km² (1 mi²), de la cual 2,7 km² (1 mi²) es tierra y 0 km² (0 mi²) (0.00%) es agua.